# Euryarthrum rubati
Euryarthrum rubati là một loài bọ cánh cứng trong họ Cerambycidae.